# 10 vị Bồ Tát
10 vị Phật, Bồ Tát đã được đề cập đến trong cuốn sách Dasabodhisattuppattikatha (Cuộc đời của 10 vị Bồ Tát hay Câu chuyện về sự ra đời của 10 vị Bồ Tát) viết bằng chữ Pali. Cuốn sách này kể về 10 vị bát giới có cuộc đời sinh sống như những vị Bồ Tát. Cuốn sách này được coi như "một tác phẩm nhỏ của nền văn học Pali". Có một vài bản thể khác của cuốn sách này, nhưng chung quy tất cả đều được lấy ra từ quyển sách của nhà sư Saddhatissa. Mặc dù có một vài sự khác biệt về câu chữ nhưng chúng đề thống nhất về nội dung mà câu chuyện hướng tới. Mỗi vị Bồ Tát trong câu truyện này đều sống một cuộc sống từ bi, nhân hậu và qua đời do một số nguyên nhân mà tự họ gây ra. Mọi người đều sẽ được tái sinh 1 lần và đến cuối đạt được Phật thành một cách toàn vẹn.
Trong Kinh Sotattakī, một trong những văn bản độc quyền của Kinh điển Pali, đoạn 87 có viết: A-nan-đà có hỏi Thích-ca Mâu-ni về những người đang tu luyện để đạt được Phật thành. Đức phật Thích-ca Mâu-ni đã trả lời:
"Metteyyo Uttamo Rāmo, Paseno Kosalobibū, Dīghasoṇīca Caṅkīca, Subo, Todeyya Brahmano. Nāḷāgirī Pālileyyo, Bhodhisatthā imedasa anukkamena sabhodiṁ, pāpuṇissanti nāgate"
Dịch ra nghĩa là:
"10 người sẽ nhận được thành quả từ việc tu luyện trong tương lai là: Di-lặc, vua Uttarāma, vua Pasenadi(Ba-tư-nặc), Abhibhū, Dīghasoṇī, Caṅkī, Subha, một Bà-la-môn tên là Todeyya, voi dữ Nāḷāgirī và vị vua của voi Pālileyya. Họ sẽ trở thành những vị Bồ Tát trong tương lai" 

## Di-lặc
Theo Anāgatavamsa, Phật Di-lặc là một đệ tử xuất gia mang tên Ajita. Một lần, Kiều Đàm Di đã cúng dường Thích-ca Mâu-ni và các đệ tử một chiếc áo cà sa vàng. Vì không có đệ tử nào nhận lễ vật này nên Ajita nhận lễ vật. Những nhà sư khi đó cảm thấy không hài lòng và cho rằng áo cà sa chỉ dành cho Đức Phật. Để cho mọi người biết được Ajita là người tiếp nối mình. Đức Phật Thích-ca Mâu-ni đã giấu chiếc bát hành khất bằng ngọc của mình đi và bảo các đệ tử đi tìm. Nhưng chỉ có Ajita mới có thể lấy được bát của Người. Sau khi Ajita lấy được bát, Thích-ca Mâu-ni đã giải thích cho những đệ tử của mình rằng Ajita sẽ là một trong những vị Bồ Tát ở tương lai. Người cũng kể về tương lai của Di-lặc như thỉnh cầu của Xá-lợi-phất.

## Vua Uttarāma
Vào thời kỳ của Đức Phật Ca-diếp, vua Uttarāma là một chàng trai mang tên Nārada. Khi ông ta nhìn thấy Đức Phật, ông đã nghĩ rằng mình sinh ra là để hiến dâng tính mạng cho Đức Phật. Và rồi, ông đã tự đốt cháy cơ thể mình, như một ngọn đuốc. Sau đó, Đức Phật Ca-diếp đã báo trước rằng Nārada sẽ trở thành một vị Bồ Tát trong tương lai
Sau khi Phật Di Lặc qua đời, mọi thứ sẽ trải qua 100.000 Sunya-Kalpas. Sau khi trải qua 100.000 Sunya-Kalpas, khi đó sẽ tiến đến Maṇḍa-Kalpa. Và lúc đó, ông ấy sẽ trở thành Phật Rāma.

## Pasenadi
Vua Pasenadi của Vương quốc Kosala là đệ tử của Đức phật Thích-ca Mâu-ni. Ông thường mời Người và các đệ tử đến đến cung điện của mình dùng bữa và đến Phật địa để nghe Kinh
Trong thời kì của Phật Câu-na-hàm, ông là một người đàn ông trẻ tuổi tên là Suddha. Ông ấy đã bảo vệ một đầm sen trong hồ. Mỗi ngày, ông chỉ bán 2 bông trong đó để lấy tiền. Cảm thấy ấn tượng về việc làm của ông, Người đã báo trước cho ông rằng ông sẽ trở thành một vị Phật trong tương lai.
Ông đã trở thành một vị Bồ Tát tên là Dhammarājā, cùng thời kì với Phật Rāma.

## Abhibhū
Bồ Tát Abhibhū sẽ được sinh ra vào Sārā-kalpa tiếp theo, được hình thành trong vài Sunya-Kalpas tới. Sau khi Abhibhū qua đời, thế giới sẽ tiếp tục trải qua 100.000 Sunya-Kalpas nữa.

## Dīghasoni
Được hình thành trong những Kalpas mới, Dīghasoni Asurin, một vị thần sẽ trở thành Bồ Tát

## Caṅkī
Caṅkī(hay Candanī), một bà-la-môn, sẽ trở thành một người tiếp nối Dīghasoni